# Raven Goodwin
Raven Goodwin (Washington D.C., 24 juni 1992) is een Amerikaans actrice.
Ze is bekend van haar rollen in Just Jordan (2001) en Good Luck Charlie (2010) (en afgeleide film Good Luck Charlie, It's Christmas!).
- Bibsys: 99031217
- Gemeinsame Normdatei: 1207172367
- International Standard Name Identifier: 0000 0000 4819 0393
- Library of Congress Control Number: no2006101077
- Nationale Bibliotheek van Tsjechië: xx0172807
- Virtual International Authority File: 14532049
- WorldCat: E39PBJfGR9ttY7QtPhbqTv9bh3